# Katty Fuentes
 (décembre 2018).
Si vous disposez d'ouvrages ou d'articles de référence ou si vous connaissez des sites web de qualité traitant du thème abordé ici, merci de compléter l'article en donnant les références utiles à sa vérifiabilité et en les liant à la section « Notes et références ».
Pour les articles homonymes, voir Fuentes.
Katty Fuentes García est une modèle mexicaine, de l'état de Nuevo León, lauréate du concours de beauté Nuestra Belleza México (Miss Mexique) 1997. Elle représenta son pays lors de Miss Univers le 12 mai 1998 à Honolulu. Elle y reçut le Prix Clairol.